# Università di Tripoli
L'Università di Tripoli  (in arabo: جامعة طرابلس, precedentemente Università Al-Fateh) è il più grande ed importante istituto di educazione superiore della Libia, comprendente corsi di base, specialistici e di dottorato. L'università si trova nella capitale Tripoli.

## Storia
L'università venne fondata nel 1973 come "Università di Tripoli" quando l'Università di Libia venne scorporata. Ne entrarono a far parte le facoltà collocate a Tripoli, la più antica delle quali (la facoltà di Scienze dell'Università di Libia) era stata fondata nel 1957.
Nel 1976 cambiò nome in "Università Al-Fateh" a seguito dei sommovimenti studenteschi, durante i quali i gruppi filo-governativi ebbero "Al Fateh" come coro.
Nel 2011, al termine della guerra civile libica, l'Università ha nuovamente assunto la denominazione "Università di Tripoli".

## Struttura
L'università di Tripoli è composta dalle seguenti facoltà:
- Agricultura
- Arte
- Belle arti e media
- Economia e scienze politiche
- Giurisprudenza
- Informatica
- Ingegneria
- Lingue
- Medicina veterinaria
- Scienze
- Scienze della educazione
- Scienze motorie